# Кашина (Италия)
Ка̀шина (на италиански: Cascina) е град и община в Италия, в региона Тоскана, провинция Пиза. Разположен е около река Арно. Има жп гара. Населението му е около 42 300 души (2008).